# 里约热内卢地铁
里约热内卢地铁（葡萄牙語：Metrô do Rio de Janeiro）是巴西里約熱內盧的城市軌道交通系統，於1979年3月5日开通运营，初期為一條路線5座車站。目前该系統涵蓋58公里有41座車站，分為兩條線：1號線 、2號線和4號線，1、2號線共軌10個車站。里約地鐵目前是巴西第二大地鐵系統，僅次於聖保羅地鐵。里约热内卢地铁是軌道運輸標竿聯盟（NOVA）的成員之一。

## 歷史
里約熱內盧是巴西第二大城市，也是該國最受歡迎的旅遊景點。1950年後，道路上的機動車數量急劇增加。當時里約熱內盧的大眾交通主要依賴有軌電車，到 1960 年代初，交通擁堵、污染和煙霧已成為這座城市的嚴重問題。為了克服這些問題，當地交通部門決定透過減少電車網絡並改用地鐵網絡，增加大眾運輸客運量。
1968 年 12 月 14 日，立法成立里約熱內盧地鐵公司。1970 年 6 月 23 日，地鐵開工建設。然而從 1971 年到 1974 年，由於缺乏資金，建築工程停止，里約熱內盧地鐵於 1979 年 3 月開始運營，一開始只有五個車站：十一廣場、中央車站、瓦加斯總統、西尼蘭地亞、榮耀，營業時間僅上午 9:00 至下午 3:00。
1980 年，1號線的第一次擴建開始，向北延伸一站至埃斯塔西奧，並在原區間新設烏拉圭亞納站，以緩解市中心區的其他車站的運量。兩個新站和營運時間延長表導致系統開始過度擁擠，迫使地鐵將每列列車的車廂數量從4節增加到6節。1981年1月該系統最大、最繁忙的卡里奧卡站建成並向公眾開放，該站目前每天進出站約8萬人次。同時1號線也向觀光景點聚集的南區延長，至博塔弗戈站。
1981 年11 月，2 號線開始運營，最初只有3個車站：馬拉卡納、聖克里斯多福和埃斯塔西奧(轉乘1號線)，這條線路一開始是中運量路線，因此線路沒有地下化，但為了增加載運量，它逐漸升格為地鐵。1982 年，1 號線北段再延長至聖桑佩尼亞站；1984年2號線北延至伊拉賈站。1997年里約地鐵私有化由里約地鐵公司 (MetrôRio)運營。1998年，1 號線再次開始向南延伸至阿爾科韋迪主教站標誌著地鐵開始作為前往里約海灘的主要交通工具之一。同年，2號線北延至目前終點帕佛納站。
2000 年代初期里約開始地鐵與其他交通模式的整合。包括公車、快速公交、里約熱內盧通勤鐵路。2004 年，也就是開始運營大約 25 年後，里約地鐵系統終於開始在周日運營。2006 年 4 月 24 日，里約熱內盧立法要求地鐵採用專供女性使用的車廂，車廂塗成粉紅色，男性不能在工作日的通勤時間使用，以防止性騷擾。2007年，1號線南延至坎塔加盧站，同年州政府延長里約地鐵公司的營運特許權 20 年。作為合約條件，該公司將不得不進行一系列投資，以改進地鐵系統。2009年1號線南延至目前終點奧索里奧將軍站。
2010年，1A線通車，1A線並非新路線，而是連結中央車站與2號線的聖克里斯多福站，此後2號線在平日直通至博塔弗戈，旅客不必在埃斯塔西奧轉乘1號線，方便使用2號線前往市中心的通勤人口，假日則為恢復在埃斯塔西奧轉乘的舊模式。同年作為2016年里約奧運的配套工程，4號線開始動工，並在2016 年 7 月 30 日開通，在奧運與帕運期間，4 號線僅供擁有賽事會場門票或參加奧運會的人使用。9 月 17 日賽事結束才向公眾開放。2017年開始4號線通過奧索里奧將軍站與1號線直通運轉，免去換乘。

## 路線
| 路線 | 起訖站                      | 開通年分 | 長度 (km) | 車站數 | Notas |
| ---- | --------------------------- | -------- | --------- | ------ | --- |
| 1    | 烏拉圭站 ↔ 奧索里奧將軍站   | 1979     | 17.9      | 20     | 2017年3月起，1號線和4號線直通運營，無需轉乘。兩線總長 26.1 公里、 25 個車站。                                                   |
| 4    | 奧索里奧將軍站 ↔ 海洋花園站 | 2016     | 16        | 5      | 2017年3月起，1號線和4號線直通運營，無需轉乘。兩線總長 26.1 公里、 25 個車站。                                                   |
| 2    | 帕佛納站 ↔ 博塔弗戈站       | 1981     | 30.4      | 27     | 週六、週日和節假日，2 號線只在帕佛納站和埃斯塔西奧站之間16站運行，特殊情況下(跨年、里約嘉年華)可以直通運轉至4號線終點海洋花園。 |

注释
1. ↑  包含平日與 1 號線直通運轉的 10 個車站。

## 列車
里约热内卢地铁的列车有5种类型，較舊的兩種，1000系與2000系，1000系设有驾驶厢，2000系未设驾驶厢。整体型列车用不锈钢制成。1000系列车每節的最大载客量为351人（座位40个），2000系列车每節的最大载客量为378人（座位48个）。列车整体由4节至8节车厢组成。由6节车厢组成的列车最多可运载2214名乘客。
3000系列車原本預計投入中運量規格的2號線，但隨著2號線的營運規格升級，該批列車被轉給坎皮納斯輕軌，但該系統已於1995年停運。
4000系與5000系由中车长春轨道客车製造，4000系投入1、2號線使用，5000系供4號線使用，4000系與5000系由 6 節車廂組成，總容量達 2240 名乘客，最高時速可達 100 公里。